# Международная организация по миграции
Международная организация по миграции (IOM, англ. The International Organization for Migration) была основана в 1951 году. Главной предпосылкой для её создания послужила необходимость регулирования крупных потоков мигрантов в Европе, как следствие Второй мировой войны.
Сейчас организация сталкивается не с последствиями войны, охватившей весь континент или мир, а с большим количеством мигрантов из разных стран, меняющим своё местожительство в поисках лучших экономических возможностей для себя и для своих семей. МОМ сотрудничает с правительствами, другими международными организациями и общественными объединениями в целях обеспечения повсюду в мире упорядоченного перемещения беженцев и иных лиц, нуждающихся в помощи в сфере международной миграции.

## Главные цели
1. Управление миграцией в интересах всех вовлечённых сторон;
2. Тесное сотрудничество с правительствами стран, представление и защита интересов людей, выбравших для себя миграцию как единственно правильное решение;
3. Предотвращение и борьба с феноменом торговли людьми (международное понятие «трафик»).
4. Медицинское освительствование для выезда за рубеж

- Межправительственное учреждение
- 173 государства-члена
- 8 государств-наблюдателей
- штаб-квартира в Женеве, Швейцария.
- 100 миссий действует по всему миру
- свыше 400 отделений на местах

С момента создания в 1951 году организация помогла более чем 11 млн человек.
МОМ совместно со своими международными партнёрами осуществляет следующие программы в рамках содействия правительствам и гражданскому обществу многих государств:
- миграция в гуманитарных целях (оказание помощи людям, пострадавшим от конфликтов и их последствий, беженцам и репатриантам, перемещённым лицам, как в пределах своей страны, так и за рубежом, лицам, желающим воссоединиться с семьёй);
- миграция в целях развития (обеспечение притока квалифицированной рабочей силы в государства с учётом приоритетов их развития, потребностей и интересов местного населения в принимающих странах);
- программы технического сотрудничества (предоставление консультативных услуг правительствам, межправительственным и неправительственным организациям в области миграции, разработка необходимых комплексных мер для решения проблем миграции в меняющейся международной обстановке, а также укрепление потенциала государств путём обучения персонала служб, ведающих регулированием миграции, и оказания им технической поддержки);
- осуществляет исследования и анализ информации (проведение региональных и международных семинаров и конференций для обсуждения проблем миграции, исследования причин и последствий миграционных процессов, положения и потребностей мигрантов, разработка и проведение информационных кампаний).

## Государства-члены МОМ
1. Австралия
2. Австрия
3. Азербайджан
4. Албания
5. Алжир
6. Ангола
7. Антигуа и Барбуда
8. Аргентина
9. Армения
10. Афганистан
11. Багамы
12. Бангладеш
13. Белиз
14. Белоруссия
15. Бельгия
16. Бенин
17. Болгария
18. Боливия
19. Босния и Герцеговина
20. Бразилия
21. Буркина-Фасо
22. Бурунди
23. Вануату
24. Ватикан
25. Великобритания
26. Венгрия
27. Венесуэла
28. Восточный Тимор
29. Вьетнам
30. Габон
31. Гайана
32. Гамбия
33. Гана
34. Гватемала
35. Гвинея-Бисау
36. Гвинея
37. Германия
38. Гондурас
39. Гренада
40. Греция
41. Грузия
42. Дания
43. Демократическая республика Конго
44. Джибути
45. Доминика
46. Доминиканская Республика
47. Египет
48. Замбия
49. Зимбабве
50. Израиль
51. Индия
52. Иордания
53. Иран
54. Ирландия
55. Исландия
56. Испания
57. Италия
58. Йемен
59. Кабо-Верде
60. Казахстан
61. Камбоджа
62. Камерун
63. Канада
64. Кения
65. Киргизия
66. Кирибати
67. Китай
68. Колумбия
69. Коморы
70. Коста-Рика
71. Куба
72. Лаос
73. Латвия
74. Лесото
75. Либерия
76. Ливан
77. Ливия
78. Литва
79. Люксембург
80. Маврикий
81. Мавритания
82. Мадагаскар
83. Малави
84. Мали
85. Мальдивы
86. Мальта
87. Марокко
88. Маршалловы Острова
89. Мексика
90. Мозамбик
91. Молдавия
92. Монголия
93. Мьянма
94. Намибия
95. Науру
96. Непал
97. Нигер
98. Нигерия
99. Нидерланды
100. Никарагуа
101. Новая Зеландия
102. Норвегия
103. Острова Кука
104. Пакистан
105. Палау
106. Панама
107. Папуа — Новая Гвинея
108. Парагвай
109. Перу
110. Польша
111. Португалия
112. Ботсвана
113. Гаити
114. Кипр
115. Конго
116. Республика Корея
117. Республика Кот-д’Ивуар
118. Македония
119. Россия
120. Руанда
121. Румыния
122. Сальвадор
123. Самоа
124. Сан-Томе и Принсипи
125. Королевство Эсватини
126. Сейшельские Острова
127. Сенегал
128. Сент-Винсент и Гренадины
129. Сент-Китс и Невис
130. Сент-Люсия
131. Сербия
132. Словакия
133. Словения
134. Соединённые Штаты Америки
135. Соломоновы Острова
136. Сомали
137. Судан
138. Суринам
139. Сьерра-Леоне
140. Таджикистан
141. Таиланд
142. Танзания
143. Того
144. Тонга
145. Тринидад и Тобаго
146. Тувалу
147. Тунис
148. Туркменистан[1]
149. Турция
150. Уганда
151. Украина
152. Уругвай
153. Микронезия
154. Фиджи
155. Филиппины
156. Финляндия
157. Франция
158. Хорватия
159. ЦАР
160. Чад
161. Черногория
162. Чехия
163. Чили
164. Швейцария
165. Швеция
166. Шри-Ланка
167. Эквадор
168. Эритрея
169. Эстония
170. Эфиопия
171. ЮАР
172. Южный Судан
173. Ямайка
174. Япония

## Государства-наблюдатели МОМ
1. Бахрейн
2. Бутан
3. Индонезия
4. Катар
5. Куба
6. Сан-Марино
7. Саудовская Аравия[2]

## Руководство
- Уильям Лэси Свинг (до 2018 года)
- Виторино Антонино (избран 30 октября 2018)
- Эми Поуп (с 2023 года)[3]